# Campeonato Mundial de Esquí Alpino de 2017
El XLIV Campeonato Mundial de Esquí Alpino se celebró en la localidad alpina de St. Moritz (Suiza) entre el 6 y el 19 de febrero de 2017 bajo la organización de la Federación Internacional de Esquí (FIS) y la Federación Suiza de Esquí.
Las competiciones se realizaron en las pistas de la estación de esquí de Corviglia.

## Calendario
| M | Masculino | F | Femenino | EQ | Mixto |

| Febrero de 2017 | 06 Lun | 07 Mar | 08 Mié | 09 Jue | 10 Vie | 11 Sáb | 12 Dom | 13 Lun | 14 Mar | 15 Mié | 16 Jue | 17 Vie | 18 Sáb | 19 Dom |
| --------------- | ------ | ------ | ------ | ------ | ------ | ------ | ------ | ------ | ------ | ------ | ------ | ------ | ------ | ------ |
| Descenso        |        |        |        |        |        |        | M      |        |        |        |        |        |        |        |
| Descenso        |        |        |        |        |        | F      |        |        |        |        |        |        |        |        |
| Eslalon         |        |        |        |        |        |        |        |        |        |        |        |        | F      | M      |
| Eslalon gigante |        |        |        |        |        |        |        |        |        |        | F      | M      |        |        |
| Supergigante    |        | F      | M      |        |        |        |        |        |        |        |        |        |        |        |
| Combinada       |        |        |        |        | F      |        |        | M      |        |        |        |        |        |        |
| Equipo          |        |        |        |        |        |        |        |        | EQ     |        |        |        |        |        |

## Resultados

### Masculino
| Evento                  | Oro                                 | Plata                                | Bronce                                    |
| ----------------------- | ----------------------------------- | ------------------------------------ | ----------------------------------------- |
| Descenso (12.02)        | Beat Feuz · Suiza · 1:38,91         | Erik Guay · Canadá · 1:39,03         | Max Franz · Austria · 1:39,28             |
| Eslalon (19.02)         | Marcel Hirscher · Austria · 1:34,75 | Manuel Feller · Austria · 1:35,43    | Felix Neureuther · Alemania · 1:35,68     |
| Eslalon gigante (17.02) | Marcel Hirscher · Austria · 2:13,31 | Roland Leitinger · Austria · 2:13,56 | Leif Nestvold-Haugen · Noruega · 2:14,02  |
| Supergigante (08.02)    | Erik Guay · Canadá · 1:25,38        | Kjetil Jansrud · Noruega · 1:25,83   | Manuel Osborne-Paradis · Canadá · 1:25,89 |
| Combinada (13.02)       | Luca Aerni · Suiza · 2:26,33        | Marcel Hirscher · Austria · 2:26,34  | Mauro Caviezel · Suiza · 2:26,39          |

### Femenino
| Evento                  | Oro                                     | Plata                                   | Bronce                                   |
| ----------------------- | --------------------------------------- | --------------------------------------- | ---------------------------------------- |
| Descenso (12.02)        | Ilka Štuhec Eslovenia 1:32,85           | Stephanie Venier · Austria · 1:33,25    | Lindsey Vonn Estados Unidos 1:33,30      |
| Eslalon (18.02)         | Mikaela Shiffrin Estados Unidos 1:37,27 | Wendy Holdener · Suiza · 1:38,91        | Frida Hansdotter · Suecia · 1:39,02      |
| Eslalon gigante (16.02) | Tessa Worley Francia 2:05,55            | Mikaela Shiffrin Estados Unidos 2:05,89 | Sofia Goggia · Italia · 2:06,29          |
| Supergigante (07.02)    | Nicole Schmidhofer · Austria · 1:21,34  | Tina Weirather Liechtenstein 1:21,67    | Lara Gut · Suiza · 1:21,70               |
| Combinada (10.02)       | Wendy Holdener · Suiza · 1:58,88        | Michelle Gisin · Suiza · 1:58,93        | Michaela Kirchgasser · Austria · 1:59,26 |

### Mixto
| Evento         | Oro | Plata | Bronce |
| -------------- | --- | --- | --- |
| Equipo (14.02) | Francia Adeline Baud-Mugnier Tessa Worley Mathieu Faivre Alexis Pinturault Nastasia Noens R Julien Lizeroux R | Eslovaquia · Veronika Velez-Zuzulová · Petra Vlhová · Matej Falat · Andreas Žampa · Tereza Jančová R · Adam Žampa R | Suecia · Frida Hansdotter · Maria Pietilä-Holmner · Mattias Hargin · André Myhrer · Emelie Wikström R · Gustav Lundbäck R |

## Medallero
| Núm. | País           | Oro | Plata | Bronce | Total |
| ---- | -------------- | --- | ----- | ------ | ----- |
| 1    | Austria        | 3   | 4     | 2      | 9     |
| 2    | Suiza          | 3   | 2     | 2      | 7     |
| 3    | Francia        | 2   | 0     | 0      | 2     |
| 4    | Canadá         | 1   | 1     | 1      | 3     |
| 4    | Estados Unidos | 1   | 1     | 1      | 3     |
| 6    | Eslovenia      | 1   | 0     | 0      | 1     |
| 7    | Noruega        | 0   | 1     | 1      | 2     |
| 8    | Eslovaquia     | 0   | 1     | 0      | 1     |
| 8    | Liechtenstein  | 0   | 1     | 0      | 1     |
| 10   | Suecia         | 0   | 0     | 2      | 2     |
| 11   | Alemania       | 0   | 0     | 1      | 1     |
| 11   | Italia         | 0   | 0     | 1      | 1     |
|      | TOTAL          | 11  | 11    | 11     | 33    |